# Iván Menczel
Iván Menczel (Karancsalja, 14 december 1941 – 26 november 2011) was een Hongaars voetballer. Menczel maakte tijdens zijn professionele carrière deel uit van twee Hongaarse selecties voor een groot toernooi, het Wereldkampioenschap voetbal 1962 en de Olympische Zomerspelen 1968. Op dit laatste toernooi won Menczel met het Hongaars voetbalelftal de gouden medaille.